# Три пенса (Великобритания)
Три пенса (англ. threepence или thruppenny) — сначала английская, затем британская разменная монета, равная 1⁄80 фунта стерлингов или 1⁄4 шиллинга. Выпускалась с 1547 по 1970 год.
Впервые монета данного номинала появилась в Англии в период правления Эдуарда VI (1547—1553). Монеты чеканились на Лондонском и Йоркском монетных дворах. На аверсе изображены: фронтальный бюст короля, роза в левой части и цифрой III — в правой. По кругу надпись «EDWARD VI D G ANG FRA Z HIB REX». На реверсе монеты изображен длинный крест на королевском щите, окруженный надписью «POSUI DEUM ADIUTOREM MEUM» («Бог — мой помощник») на монетах Лондонского монетного двора и надпись «CIVITAS EBORACI» на монетах Йоркского монетного двора.
В то время в Англии в обращении находились серебряные монеты. Монета была равна 1/4 шиллинга и не пользовалась спросом у населения (люди предпочитали 4 пенса). Это в свою очередь привело к тому что монета перестала чеканиться.
В период правления королевы Елизаветы I (1558—1603) вновь началась чеканка данного номинала в 1561—1577 годах. Большая часть выпуска 1561 года в диаметре 21 мм, позднее 19 мм. От прежних эти монеты отличаются изображением на аверсе. На аверсе изображен портрет королевы с розой за её спиной и надпись по кругу «ELIZABETH D G ANG FR ET HIB REGINA». На реверсе длинный крест и надпись по кругу «POSUI DEU ADIUTOREM MEU».
В период чеканки 1578—1582 дизайн монет оставался прежним, но была снижена доля серебра в монете.
В период правления короля Якова I монета вновь пропадает из обращения. Вновь появляется она лишь в период правления Карла I (1625—1649). На лондонском монетном дворе монета не чеканилась. На аверсе был изображен портрет короля, а на реверсе номинал.
- Три пенса 1887 года, Виктория
- Три пенса 1899 года, Виктория
- Три пенса 1943 года, Георг VI